# Зејди Смит
Зејди Смит (енгл. Zadie Smith; Вилзден, Лондон, 25. октобар 1975) је савремена енглеска књижевница. Добитница је многобројних награда за објављене романе, који често садрже мотив културолошке разноликости. Такође, она се бави и писањем есеја и кратких прича. Чланица је британског Краљевског књижевног друштва и Америчке академије уметности и књижевности. Од септембра 2010. године ради као редовни професор на Универзитету у Њујорку.

## Биографија

### Младост
Зејди Смит је рођена 25. октобра 1975. у Вилздену, градској четврти у саставу лондонске општине Брент. По рођењу јој је дато име Сејди, али га је она са 14 година променила у Зејди како би звучало несвакидашње. Њени отац и мајка, Енглез Харви Смит и Јамајчанка Ивон Бејли, развели су се када јој је било 11 година. Зејди има једног полубрата, једну полусестру и два млађа брата, од којих је један познат као стендап комичар и репер Док Браун, а други као репер Лук Скајз. 

### Образовање
Похађала је основну школу Малориз Џуниор и касније средњу школу Хемпстед. Студирала је енглеску књижевност на Кингс Колеџу Универзитета у Кембриџу. Како ју је од малена занимао степ, а у тинејџерским годинама је размишљала и о каријери у позоришном мјузиклу, током студија је наставила своју љубав према музици зарађујући као џез певачица. У овом периоду је и упознала Ника Лерда, с којим ће се венчати 2004. године. Тренутно имају двоје деце — ћерку Катрин и сина Харвија.

### Каријера
Зејдин дебитантски роман, Бели Зуби, привукао је пажњу издавачких кућа још пре него што је био завршен. Објављен је 2000. године у издању куће Хамиш Хамилтон и одмах доспео на листу бестселера. За овај роман ауторка је добила награду Бети Траск, Комонвелт Рајтерс награду за прву књигу, Џејмс Тејт Блек меморијалну награду, Витбредову награду за најбољи први роман и Гардијанову награду за прву књигу. На британском телевизијском каналу Ченел 4 је 2002. године емитована четвороделна серија снимљена по овом књижевном делу.
Други роман Зејди Смит носи назив Сакупљач аутограма. Објављен је 2002. године и освојио је књижевну награду Вингејт, коју додељује културни магазин Џуиш квортерли. Роман испитује питање људске опседнутости популарном културом и јавним личностима кроз живот главног јунака. Недуго после објаве овог романа ауторка је постала члан Радклифовог института за напредне студије на Универзитету Харвард.
Свој трећи роман, под називом О лепоти, Зејди Смит је објавила септембра 2005. године. Инспирисан је књигом Хауардов крај Едварда Моргана Форстера. Њен роман је освојио Комонвелт Рајтерс награду за најбољу књигу, Оринџ награду за фикцију и ушао у ужи круг избора за награду Ман Букер. Радња је смештена у измишљени град Велингтон надомак Бостона у држави Масачусетс.
Четврти роман књижевнице, Северозапад, издат је 2012. године. Ушао је у ужи избор за награду Ондатје британског Краљевског књижевног друштва, као и за Женску награду за фикцију. Бави се животом четири особе из северозападног Лондона које су суочене са урбаном средином главног града. По овом роману је 2016. године кућа Би-Би-Си снимила истоимени филм у режији Сола Диба.
Пети роман Зејди Смит носи назив Време свинга и објављен је 2016. године. Инспирисан је ауторкиним младалачким интересовањем ка степу и први је њен роман писан у првом лицу.
Поред романа, Зајди Смит је објавила и неколико збирки есеја и кратких прича.